# محنت‌آباد (همدانی)
محنت‌آباد  جماعت و شهرکی در جنوب‌غربی کشور تاجیکستان است که در ناحیهٔ همدانی ولایت ختلان قرار دارد. جمعیت این جماعت ۱۶٬۰۷۳ است.